# Ivica Stančić
Ivica Stančić (Smederevo, 1967) srpski je vokalni solista Radio Televizije Srbije, Radio Beograda i čuvar nematerijalne kulturne baštine Srbije, stare gradske pesme i romansi. Redovni je profesor na Stomatološkom fakultetu Univerziteta u Beogradu, specijalista stomatološke protetike i doktor stomatoloških nauka.

## Biografija
Rođen je u Smederevu, 6. decembra 1967. godine, gde je završio osnovnu i srednju školu. Njegov put ka muzici se odvijao od ranog detinjstva, pohađao je nižu muzičku školu u Smederevu, na odseku za violinu. Kao dečak postaje član dugogodišnjeg gradskog hora „Abrašević”. Zahvaljujući dirigentu Milici Kalanović, postaje jedan od istaknutih horskih pevača u Smederevu i podunavskom okrugu.
Dolaskom na studije u Beograd, priključuje se jednom od najznačajnijih horskih akademskih ansambla u Srbiji „Ivo Lola Ribar” i sa njima učestvuje na mnogim kulturnim manifestacijama. O tehnici pevanja učio je kod velikana umetničke scene i priznatih dirigenata Milovana Pančića, Stanka Šepića i Aleksandra Spasića. Ivica Stančić svoju karijeru nastavlja i u beogradskom pevačko — horskom, kulturno umetničkom društvu „Abrašević”.
Narednih godina sa prijateljima iz drugih akademskih krugova, osniva vokalno—instrumentalni sastav „Korak” sa kojim nastupa na javnim događajima i promoviše tradicionalnu izvornu muziku. Sa njima stiče prepoznatljivost i publiku. Upoznaje i poznatu harmonikašicu i solistkinju Radio Beograda Radojku Živković, koja ga svojim konstruktivnim savetima i posebnim pedagoškim obraćanjem upoznaje sa tehnikom pevanja tradicionalne izvorne muzike.
Početkom 2000. godine priključuje se školi tradicionalne izvorne muzike AKUD-a „Ivo Lola Ribar” u kojoj provodi tri godine. Usavršava svoje pevanje tradicionalne, izvorne muzike i potvrđuje muzički pravac kom pripada i dan danas. Saradnja sa violinistom i pedagogom Žarkom Milanovićem otvara Ivici nova vrata na polju muzike i doprinosi novom, muzičkom izražavanju i predstavljanju u različitim državama nekadašnje Jugoslavije.
U saradnji sa beogradskim novinarom i promoterom u kulturi Nikolom Radanovićem  krajem 2018. godine promoviše srpsku tradicionalnu muziku i čuva je od zaborava na solističkim koncertima i nastupima. Tako su 3. oktobra 2019. godine uz podršku Medija centra "Odbrana" Doma Vojske Srbije i njihovog kulturnog programa, priredili spektakl narodnih i gradskih pesama Balkana pod nazivom "Putujemo prema sreći" , kojim je prof. dr Stančić obeležio 15 godina profesionalne umetničke karijere.

## Saradnja sa RTS
Usledila su mnoga pojavljivanja na gradskim poznatim i manje poznatim manifestacijama, festivalima, događajima, ali njegova karijera se potpuno menja kada ga muzička urednica Radio Televizije Srbije i autorka emisije „Leti, leti pesmo moja mila” Nena Kunijević poziva da snima za potrebe istog televizijskog projekta. Tada je načinio prve radio snimke za Radio i Televiziju sa orkestrom Ljubiše Pavkovića. Vremenom postaje aktivan vokalni solista nacionalne beogradske Radio stanice i redovan učesnik serijala ostalih autorskih emisija Nene Kunijević „Koncert na vodi”, „Tvoje pesme moji snovi”, „Igrale se delije”. Čestim pojavljivanjima u emisijama Radio Televizije Srbije nastoji da otrgne od zaborava nematerijalno kulturno nasleđe Srbije, stare gradske numere i romanse.
Sarađivao je i snimao radijske snimke za potrebe emisija RTS-a sa orkestrima Ljubiše Pavkovića, Slobodana Ristića, Branimira Đokića, Bore Dugića i drugih. Neke od zabeleženih pesama su: Lihnida, Tamo daleko, Ovo je Srbija, Govori se da me varaš, Kada padne prvi sneg, Sačuvaj tajnu i mnoge druge.

## Učešće na festivalima
Godine 2001. na festivalu vokalnih solista Srbija peva i igra dobija specijalnu nagradu. Na festivalu kulture mladih Srbije sa najdužom tradicijom održavanja u istočnoj Srbiji, dobija takođe pohvale od strane žirija i publike. Kao redovni učesnik manifestacija i brojnih muzičkih koncerata Radio Televizije Srbije, učestvuje na muzičkom festivalu Carevčevi dani održavajući tradiciju nekoliko godina zaredom (2003—2015). Svoje vokalno - izvođačke sposobnosti predstavlja i na festivalu Vojvođanske žice 2005. na kome takođe dobija dobar plasman. Karijeru nastavlja radom na koncertnom podijumu, te nastupa više puta na sceni Kolarčeve zadužbine, Doma vojske Srbije, Doma Sindikata (Kombank Dvorane), Narodnog muzeja, Narodnog pozorišta i centara za kulturu i obrazovanje Srbije.
Čovek koji je dao veliki doprinos estradnoj delatnosti Jugoslavije violinista Žarko Milanović je jednom prilikom izjavio: ,,Dr Stančić je izuzetan muzikalni mladi pevač, prefinjenog sentimenta i velikih vokalnih sposobnosti, prepoznatljivi interpretator gradskih pesama i romansi. Naslednik Slavka Perovića.

## Profesionalne nagrade i priznanja
- Nagrada iz Fonda Prof. dr Gojka Sokića, 1989.
- Nagrada za najboljeg studenta na petoj godini studija, 1991.
- Prva nagrada Univerziteta za izrađen naučno-istraživački rad, 1992.
- Oktobarska nagrada grada Beograda za stvaralaštvo mladih, 1992.
- Zlatna medalja sa likom Nikole Tesle - „Pronalazaštvo - Beograd 2004”.
- Zlatna plaketa Tesla - Pupin za pronalazača godine, 2004.[7]
- Srebrna medalja na 24. Internacionalnoj izložbi pronalazaka, Skoplje, Makinova 2004.
- Godišnja nagrada Privredne komore Beograda za najbolji pronalazak, 2004.
- Godišnja nagrada Privredne komore Beograda za najbolju doktorsku disertaciju, 2004.
- Zlatna plaketa sa likom Nikole Tesle - „Pronalazaštvo - Beograd 2006”.
- Zlatna medalja na 26. Internacionalnoj izložbi pronalazaka, Skoplje, Makinova 2006.
- Nagrada grada Beograda za nauku i pronalazaštvo, 2006.[8]
- Najomiljeniji doktor iz oblasti stomatologije za 2007. godinu (VITA)
- Specijalna plaketa i medalja sa likom Nikole Tesle, Internacionalna izložba pronalazaka, BG 2007.
- Srebrna plaketa Saveza inovatora Republike Srpske, 2008.
- Srebrna medalja sa likom Nikole Tesle „Pronalazaštvo-Beograd 2009”.
- Specijalno priznanje sa likom Nikole Tesle „Pronalazaštvo-Beograd 2009”.
- Srebrna medalja sa likom Nikole Tesle „Pronalazaštvo-Beograd 2010”.
- Bronzana medalja, II Internacionalna izložba inovatora, Slovenija, 2010.
- Plaketa Udruženja privatnih doktora stomatologije Republike Srpske, 2013.
- Zahvalnica za posebne zasluge u razvoju i unapređenju Makedonskog stomatološkog društva, 2014.

## Objavljene knjige
- Stančić I.: Teleskop proteze - veza krune i skeleta, Zadužbina Andrejević, Beograd 2005.[9]
- Tihaček-Šojić Lj., Stančić I.: Stomatološka gerontoprotetika, Koraci, Kragujevac 2009.
- Grupa autora: Stomatološki leksikon, Beograd 2009
- Stančić I., Jelenković A.:

## Spoljašnje veze
- „Ivica Stančić” (PDF). Kratki CV. Архивирано из оригинала (PDF) 17. 12. 2018. г. Приступљено 16. 12. 2018.